# پلاست (شهر)
شهر پلاست (به روسی: Пласт) در کشور روسیه و در اوبلاست چلیابینسک واقع شده‌است.